# Lettura orientativa
La lettura orientativa o lettura superficiale (talvolta chiamata col termine inglese skimming) è un processo di lettura molto veloce che consiste nel cercare visivamente all'interno di una pagina degli indizi che aiutino a farsi un'idea sommaria dei contenuti.
Questo tipo di lettura avviene solitamente a una velocità molto superiore (intorno alle 700 parole al minuto), rispetto a una normale lettura fatta per comprendere completamente un testo (circa 200-230 parole al minuto), e infatti porta a livelli di comprensione molto scarsi, soprattutto se si sta leggendo un testo ricco di contenuto informativo. Gli esperti di lettura considerano questa pratica rischiosa se protratta nel tempo per la perdita dell'attenzione profonda, e pertanto consigliano di usarla solo quando la comprensione non è necessaria.
I corsi di lettura rapida insegnano tecniche che consistono per lo più in lettura orientativa, e test standard di comprensione hanno mostrato che il livello di comprensione fornito da queste tecniche è al di sotto del 50% (Carver 1992). Inoltre la lettura rapida è perfino più limitata rispetto alla lettura orientativa, perché richiede una pratica costante e porta chi ne fa uso a diminuire la propria capacità di estrapolare dettagli da un testo e a diminuire la capacità di giudicare il proprio livello di comprensione.